# Wako (entreprise)
Pour les articles homonymes, voir Wako.
Wako (株式会社和光, Kabushiki-gaisha Wakō) est une chaine de grands magasins japonais crée en 1881 par Kintarō Hattori. Son magasin le plus connu est situé dans le quartier de Ginza à Tokyo, et est construit en 1932 par l'architecte Jin Watanabe dans un style art déco.